# 巫氏桂冠螺
巫氏桂冠螺（学名：Daphnella wui）为捲管螺科月桂捲管螺屬下的一个种。